# Bosmina freyi
Bosmina freyi är en kräftdjursart som beskrevs av De Melo och Paul D.N. Hebert 1994. Bosmina freyi ingår i släktet Bosmina och familjen Bosminidae. Inga underarter finns listade.